# 2011 UL412
2011 UL412, também escrito como 2011 UL412, é um objeto transnetuniano que está localizado no Cinturão de Kuiper, uma região do Sistema Solar. Este corpo celeste é classificado como um cubewano. Ele possui uma magnitude absoluta de 7,7 e tem um diâmetro estimado com cerca de 127 km.

## Descoberta
2011 UL412 foi descoberto no dia 26 de outubro pelo astrônomo M. Alexandersen.

## Órbita
A órbita de 2011 UL412 tem uma excentricidade de 0,082 e possui um semieixo maior de 45,002 UA. O seu periélio leva o mesmo a uma distância de 42,950 UA em relação ao Sol e seu afélio a 46,457 UA.